# Djupbåda
Djupbåda är en klippa i Finland.   Den ligger i kommunen Kimitoön i den ekonomiska regionen  Åboland  och landskapet Egentliga Finland, i den södra delen av landet, 130 km väster om huvudstaden Helsingfors.
Terrängen runt Djupbåda är mycket platt.  Närmaste större samhälle är Hangö, 12,6 km nordost om Djupbåda. 